# إصبع اليد
إصبع اليد هو طرف من جسم الإنسان وجمعه أصابع، وهو عضو التداول باليد، وعضو الإحساس، ويوجد في أيدي البشر والرئيسيات. وتسمى الأصابع من الأصغر للأكبر بالأسماء التالية: الخنصر، البنصر، الوسطى، السبابة والإبهام.